# Pineus engelmannii
Pineus engelmannii är en insektsart som beskrevs av Annand 1928. Pineus engelmannii ingår i släktet Pineus och familjen barrlöss. Inga underarter finns listade i Catalogue of Life.